# رويال برنارد دروم كلاسيك 2022
رويال برنارد دروم كلاسيك 2022 (بالفرنسية: Drôme Classic 2022)‏ هو سباق دراجات هوائية، وهو الموسم رقم 10 من لادروم كلاسيك، وأقيم في 27 فبراير 2022، وامتدّ لمسافة 191.50 كيلومتر، وضمن سباقات سلسلة سباقات الاتحاد الدولي للدراجات للمحترفين 2022.
فاز بالمركز الأول جوناس فينجارد، وبالمركز الثاني ويليام مارتن، وبالمركز الثالث بينوا كوسنيفروي.

## الفرق
| فرق عالمية (11)- AG2R Citroën Team - Groupama-FDJ - Cofidis - Bora-Hansgrohe - Astana Qazaqstan Team - Lotto-Soudal - Intermarché-Wanty-Gobert Matériaux - Trek-Segafredo - Quick-Step Alpha Vinyl - Jumbo-Visma - UAE Team Emirates فرق برو (6)- TotalEnergies - بي آند بي هوتيلز 2022 ‏ - Arkéa-Samsic - Alpecin-Fenix - بنجوال باوليز ساوكس دبليو بي 2022 ‏ - أونو اكس برو سايكلنج تيم 2022 ‏ فرق قارية (5)- سانت ميشيل-أوبير 93 2022 ‏ - Van Rysel–Roubaix ‏ - CIC U Nantes Atlantique ‏ - Nice Métropole Côte d'Azur ‏ - فريق ريوال للدراجات 2022 ‏ |  |
| |  |

## المشاركون
| Quick-Step Alpha Vinyl QST | Quick-Step Alpha Vinyl QST | Quick-Step Alpha Vinyl QST |
| -------------------------- | -------------------------- | -------------------------- |
| م                          | عداء                       | مرتبة                      |
| 1                          | جوليان ألافيليب (طريق)     | 5                          |
| 2                          | Andrea Bagioli ‏            | 108                        |
| 3                          | درايس ديفينينز             | 74                         |
| 5                          | ماورو شميد                 | 23                         |
| 6                          | بيتر سيري                  | 47                         |
| 7                          | Mauri Vansevenant ‏         | 70                         |

| Groupama-FDJ GFC | Groupama-FDJ GFC   | Groupama-FDJ GFC |
| ---------------- | ------------------ | ---------------- |
| م                | عداء               | مرتبة            |
| 11               | روبن تومسون        | 64               |
| 12               | ماثيو لاداجنوس     | 60               |
| 13               | برونو أرميريل      | لم يكمل السباق   |
| 14               | سيباستيان رايشنباخ | 12               |
| 15               | كوينتين باشر       | 11               |
| 16               | رومان جريجوار      | 38               |
| 17               | أنتوني رو          | 104              |

| Jumbo-Visma TJV | Jumbo-Visma TJV | Jumbo-Visma TJV |
| --------------- | --------------- | --------------- |
| م               | عداء            | مرتبة           |
| 21              | بريمو روغيليتش  | 28              |
| 22              | Gijs Leemreize ‏ | 56              |
| 23              | سام أومن        | 30              |
| 24              | جوناس فينجارد   | 1               |
| 25              | ستيفن كرويسفيك  | 45              |
| 26              | سيب كوس         | 34              |

| UAE Team Emirates UAD | UAE Team Emirates UAD | UAE Team Emirates UAD |
| --------------------- | --------------------- | --------------------- |
| م                     | عداء                  | مرتبة                 |
| 31                    | دييغو يليسي           | 15                    |
| 32                    | خوان أيوسو            | 4                     |
| 33                    | Andrés Ardila ‏        | 50                    |
| 34                    | Finn Fisher-Black ‏    | لم يكمل السباق        |
| 35                    | براندون ماكنولتي      | 52                    |
| 36                    | جان بولانك            | 20                    |
| 37                    | جويل سوتير            | لم يكمل السباق        |

| Alpecin-Fenix AFC | Alpecin-Fenix AFC | Alpecin-Fenix AFC |
| ----------------- | ----------------- | ----------------- |
| م                 | عداء              | مرتبة             |
| 41                | Stefano Oldani ‏   | 8                 |
| 42                | Simon Dehairs ‏    | لم يكمل السباق    |
| 44                | إدوارد أندرسون ‏   | لم يكمل السباق    |
| 45                | ياكوب ماريكزكو    | 95                |
| 46                | فلوريس دي تير     | 14                |
| 47                | جيمي يانسون       | 73                |

| Bora-Hansgrohe BOH | Bora-Hansgrohe BOH | Bora-Hansgrohe BOH |
| ------------------ | ------------------ | ------------------ |
| م                  | عداء               | مرتبة              |
| 51                 | ويلكو كيليرمان     | 33                 |
| 52                 | لينارد كامنا       | 21                 |
| 53                 | Matteo Fabbro ‏     | لم يكمل السباق     |
| 54                 | Anton Palzer ‏      | لم يبدأ            |
| 55                 | فيليكس جروس شارتنر | 31                 |
| 56                 | جيوفاني أليوتي     | 109                |
| 57                 | Ben Zwiehoff ‏      | 96                 |

| AG2R Citroën Team ACT | AG2R Citroën Team ACT | AG2R Citroën Team ACT |
| --------------------- | --------------------- | --------------------- |
| م                     | عداء                  | مرتبة                 |
| 61                    | بينوا كوسنيفروي       | 3                     |
| 62                    | ليليان كالجمان        | 40                    |
| 63                    | Mikaël Cherel ‏        | 65                    |
| 64                    | Dorian Godon ‏         | 13                    |
| 65                    | Jaakko Hänninen ‏      | 90                    |
| 66                    | Nans Peters ‏          | 77                    |
| 67                    | Nicolas Prodhomme ‏    | 79                    |

| Trek-Segafredo TFS | Trek-Segafredo TFS | Trek-Segafredo TFS |
| ------------------ | ------------------ | ------------------ |
| م                  | عداء               | مرتبة              |
| 71                 | جيانلوكا برامبيلا  | 57                 |
| 72                 | جوليان برنارد      | 32                 |
| 74                 | Antwan Tolhoek ‏    | لم يكمل السباق     |
| 75                 | Asbjørn Hellemose ‏ | 88                 |
| 76                 | Juan Pedro López   | 43                 |
| 77                 | كوين سيمونز        | 16                 |

| Astana Qazaqstan Team AST | Astana Qazaqstan Team AST | Astana Qazaqstan Team AST |
| ------------------------- | ------------------------- | ------------------------- |
| م                         | عداء                      | مرتبة                     |
| 81                        | مانويل بوارو              | 84                        |
| 82                        | جو دومبروفسكي             | 111                       |
| 83                        | فابيو فلين                | 55                        |
| 84                        | Aleksandr Riabushenko ‏    | 110                       |
| 85                        | Harold Tejada ‏            | 27                        |
| 86                        | Nurbergen Nurlykhassym ‏   | 105                       |
| 87                        | أندري زيتز                | لم يكمل السباق            |

| Intermarché-Wanty-Gobert Matériaux IWG | Intermarché-Wanty-Gobert Matériaux IWG | Intermarché-Wanty-Gobert Matériaux IWG |
| -------------------------------------- | -------------------------------------- | -------------------------------------- |
| م                                      | عداء                                   | مرتبة                                  |
| 91                                     | بينيام جيرماي                          | 7                                      |
| 92                                     | يان باكيلانتس                          | 54                                     |
| 93                                     | هوغو بيج ‏                              | 61                                     |
| 94                                     | Théo Delacroix ‏                        | 103                                    |
| 95                                     | Simone Petilli ‏                        | لم يكمل السباق                         |
| 96                                     | لورينزو روتا                           | 18                                     |
| 97                                     | جورج تسيمارمان                         | 102                                    |

| Cofidis COF | Cofidis COF      | Cofidis COF    |
| ----------- | ---------------- | -------------- |
| م           | عداء             | مرتبة          |
| 101         | ويليام مارتن     | 2              |
| 102         | أنتوني بيريز     | 51             |
| 103         | Axel Zingle ‏     | 35             |
| 104         | Victor Lafay ‏    | 19             |
| 105         | بيير لوك بيريشون | 80             |
| 106         | Rémy Rochas ‏     | لم يكمل السباق |
| 107         | بنجامين توماس    | 49             |

| Arkéa-Samsic ARK | Arkéa-Samsic ARK | Arkéa-Samsic ARK |
| ---------------- | ---------------- | ---------------- |
| م                | عداء             | مرتبة            |
| 111              | وارن بارجويل     | 9                |
| 112              | ناصر بوهاني      | 67               |
| 113              | Miguel Flórez ‏   | 58               |
| 114              | Simon Guglielmi ‏ | 22               |
| 115              | رومان هاردي      | 97               |
| 116              | لوران بيشون      | 39               |
| 117              | ألان ريو ‏        | 78               |

| لوتو سودال LTS | لوتو سودال LTS    | لوتو سودال LTS |
| -------------- | ----------------- | -------------- |
| م              | عداء              | مرتبة          |
| 121            | Steff Cras ‏       | 113            |
| 122            | توماس دي جيندت    | لم يكمل السباق |
| 123            | Harm Vanhoucke ‏   | 112            |
| 124            | Andreas Kron ‏     | 69             |
| 125            | Kamil Małecki ‏    | لم يكمل السباق |
| 126            | Sylvain Moniquet ‏ | 29             |
| 127            | Maxim Van Gils ‏   | 25             |

| TotalEnergies TEN | TotalEnergies TEN   | TotalEnergies TEN |
| ----------------- | ------------------- | ----------------- |
| م                 | عداء                | مرتبة             |
| 131               | بيير لاتور          | 82                |
| 132               | Mathieu Burgaudeau ‏ | 10                |
| 133               | جيريمي كابوت        | 71                |
| 134               | الكسيس فويليرموز    | 6                 |
| 135               | Valentin Ferron ‏    | 46                |
| 136               | Fabien Doubey ‏      | 48                |
| 137               | جوليان سيمون        | 17                |

| أونو-إكس موبيليتي ‏ UXT | أونو-إكس موبيليتي ‏ UXT      | أونو-إكس موبيليتي ‏ UXT |
| ---------------------- | --------------------------- | ---------------------- |
| م                      | عداء                        | مرتبة                  |
| 141                    | Niklas Eg ‏                  | 76                     |
| 142                    | Jacob Hindsgaul Madsen ‏     | 100                    |
| 143                    | Torstein Træen ‏             | 24                     |
| 144                    | Anthon Charmig ‏             | 98                     |
| 145                    | Torjus Sleen ‏               | 66                     |
| 146                    | Martin Urianstad ‏           | 89                     |
| 147                    | Anders Halland Johannessen ‏ | لم يكمل السباق         |

| فيتال كونسبت ‏ BBK | فيتال كونسبت ‏ BBK      | فيتال كونسبت ‏ BBK |
| ----------------- | ---------------------- | ----------------- |
| م                 | عداء                   | مرتبة             |
| 151               | سيريل غوتييه           | 93                |
| 152               | Franck Bonnamour ‏      | 41                |
| 153               | Maxime Chevalier ‏      | 94                |
| 154               | Thibault Ferasse ‏      | لم يكمل السباق    |
| 155               | Victor Koretzky ‏       | 63                |
| 156               | ألكسيس غوجيراد         | 75                |
| 157               | Sebastian Schönberger ‏ | لم يكمل السباق    |

| بنجوال باوليز ساوكس دبليو بي ‏ BWB | بنجوال باوليز ساوكس دبليو بي ‏ BWB | بنجوال باوليز ساوكس دبليو بي ‏ BWB |
| --------------------------------- | --------------------------------- | --------------------------------- |
| م                                 | عداء                              | مرتبة                             |
| 161                               | Johan Meens ‏                      | لم يكمل السباق                    |
| 162                               | Rémy Mertz ‏                       | 42                                |
| 163                               | كيني مولي                         | 36                                |
| 164                               | Luc Wirtgen ‏                      | 62                                |
| 165                               | Gil Gelders ‏                      | 53                                |
| 166                               | Dimitri Peyskens ‏                 | لم يبدأ                           |
| 167                               | ماركو تيزا                        | 44                                |

| فريق ريوال للدراجات ‏ RIW | فريق ريوال للدراجات ‏ RIW | فريق ريوال للدراجات ‏ RIW |
| ------------------------ | ------------------------ | ------------------------ |
| م                        | عداء                     | مرتبة                    |
| 171                      | لوكاس أريكسون            | 101                      |
| 172                      | جاكوب أريكسون ‏           | 59                       |
| 173                      | Elmar Reinders ‏          | 92                       |
| 174                      | Martijn Budding ‏         | لم يكمل السباق           |
| 175                      | كريستوفر ليسن ‏           | لم يبدأ                  |
| 176                      | ماتياس بريجنهوج ‏         | 85                       |

| إتش بي بي تي بي – أوبير 93 ‏ AUB | إتش بي بي تي بي – أوبير 93 ‏ AUB | إتش بي بي تي بي – أوبير 93 ‏ AUB |
| ------------------------------- | ------------------------------- | ------------------------------- |
| م                               | عداء                            | مرتبة                           |
| 182                             | Flavien Maurelet ‏               | 99                              |
| 184                             | أنتوني مالدونادو                | 68                              |
| 185                             | Tony Hurel ‏                     | لم يكمل السباق                  |
| 186                             | Yoann Paillot ‏                  | 87                              |
| 187                             | Morné van Niekerk ‏              | 107                             |

| Van Rysel–Roubaix ‏ GRL | Van Rysel–Roubaix ‏ GRL | Van Rysel–Roubaix ‏ GRL |
| ---------------------- | ---------------------- | ---------------------- |
| م                      | عداء                   | مرتبة                  |
| 191                    | Clément Carisey ‏       | 81                     |
| 192                    | توماس دينيس            | لم يكمل السباق         |
| 193                    | Maxime Jarnet ‏         | لم يكمل السباق         |
| 194                    | Jérémy Leveau ‏         | لم يكمل السباق         |
| 195                    | Tom Mainguenaud ‏       | 86                     |
| 196                    | افالداس سيسكفهيوس      | لم يبدأ                |

| CIC U Nantes Atlantique ‏ 194 | CIC U Nantes Atlantique ‏ 194 | CIC U Nantes Atlantique ‏ 194 |
| ---------------------------- | ---------------------------- | ---------------------------- |
| م                            | عداء                         | مرتبة                        |
| 201                          | Louis Barré ‏                 | 37                           |
| 202                          | Léo Danès ‏                   | لم يكمل السباق               |
| 203                          | Maël Guégan ‏                 | لم يكمل السباق               |
| 204                          | Mathias Le Turnier ‏          | 83                           |
| 205                          | Jordan Jegat ‏                | لم يكمل السباق               |
| 206                          | Axel Mariault ‏               | لم يكمل السباق               |
| 207                          | ايمانويل مورين               | لم يكمل السباق               |

| Nice Métropole Côte d'Azur ‏ NMC | Nice Métropole Côte d'Azur ‏ NMC | Nice Métropole Côte d'Azur ‏ NMC |
| ------------------------------- | ------------------------------- | ------------------------------- |
| م                               | عداء                            | مرتبة                           |
| 211                             | Maxime Urruty ‏                  | 106                             |
| 212                             | Jonathan Couanon ‏               | لم يكمل السباق                  |
| 213                             | Kévin Besson ‏                   | لم يكمل السباق                  |
| 214                             | Edouard Bonnefoix ‏              | لم يكمل السباق                  |
| 215                             | Paul Hennequin ‏                 | 91                              |
| 216                             | Tristan Delacroix ‏              | 72                              |
| 217                             | Andrea Mifsud ‏                  | 26                              |

| Quick-Step Alpha Vinyl QST | Quick-Step Alpha Vinyl QST | Quick-Step Alpha Vinyl QST |
| -------------------------- | -------------------------- | -------------------------- |
| م                          | عداء                       | مرتبة                      |
| 1                          | جوليان ألافيليب (طريق)     | 5                          |
| 2                          | Andrea Bagioli ‏            | 108                        |
| 3                          | درايس ديفينينز             | 74                         |
| 5                          | ماورو شميد                 | 23                         |
| 6                          | بيتر سيري                  | 47                         |
| 7                          | Mauri Vansevenant ‏         | 70                         |

| Groupama-FDJ GFC | Groupama-FDJ GFC   | Groupama-FDJ GFC |
| ---------------- | ------------------ | ---------------- |
| م                | عداء               | مرتبة            |
| 11               | روبن تومسون        | 64               |
| 12               | ماثيو لاداجنوس     | 60               |
| 13               | برونو أرميريل      | لم يكمل السباق   |
| 14               | سيباستيان رايشنباخ | 12               |
| 15               | كوينتين باشر       | 11               |
| 16               | رومان جريجوار      | 38               |
| 17               | أنتوني رو          | 104              |

| Jumbo-Visma TJV | Jumbo-Visma TJV | Jumbo-Visma TJV |
| --------------- | --------------- | --------------- |
| م               | عداء            | مرتبة           |
| 21              | بريمو روغيليتش  | 28              |
| 22              | Gijs Leemreize ‏ | 56              |
| 23              | سام أومن        | 30              |
| 24              | جوناس فينجارد   | 1               |
| 25              | ستيفن كرويسفيك  | 45              |
| 26              | سيب كوس         | 34              |

| UAE Team Emirates UAD | UAE Team Emirates UAD | UAE Team Emirates UAD |
| --------------------- | --------------------- | --------------------- |
| م                     | عداء                  | مرتبة                 |
| 31                    | دييغو يليسي           | 15                    |
| 32                    | خوان أيوسو            | 4                     |
| 33                    | Andrés Ardila ‏        | 50                    |
| 34                    | Finn Fisher-Black ‏    | لم يكمل السباق        |
| 35                    | براندون ماكنولتي      | 52                    |
| 36                    | جان بولانك            | 20                    |
| 37                    | جويل سوتير            | لم يكمل السباق        |

| Alpecin-Fenix AFC | Alpecin-Fenix AFC | Alpecin-Fenix AFC |
| ----------------- | ----------------- | ----------------- |
| م                 | عداء              | مرتبة             |
| 41                | Stefano Oldani ‏   | 8                 |
| 42                | Simon Dehairs ‏    | لم يكمل السباق    |
| 44                | إدوارد أندرسون ‏   | لم يكمل السباق    |
| 45                | ياكوب ماريكزكو    | 95                |
| 46                | فلوريس دي تير     | 14                |
| 47                | جيمي يانسون       | 73                |

| Bora-Hansgrohe BOH | Bora-Hansgrohe BOH | Bora-Hansgrohe BOH |
| ------------------ | ------------------ | ------------------ |
| م                  | عداء               | مرتبة              |
| 51                 | ويلكو كيليرمان     | 33                 |
| 52                 | لينارد كامنا       | 21                 |
| 53                 | Matteo Fabbro ‏     | لم يكمل السباق     |
| 54                 | Anton Palzer ‏      | لم يبدأ            |
| 55                 | فيليكس جروس شارتنر | 31                 |
| 56                 | جيوفاني أليوتي     | 109                |
| 57                 | Ben Zwiehoff ‏      | 96                 |

| AG2R Citroën Team ACT | AG2R Citroën Team ACT | AG2R Citroën Team ACT |
| --------------------- | --------------------- | --------------------- |
| م                     | عداء                  | مرتبة                 |
| 61                    | بينوا كوسنيفروي       | 3                     |
| 62                    | ليليان كالجمان        | 40                    |
| 63                    | Mikaël Cherel ‏        | 65                    |
| 64                    | Dorian Godon ‏         | 13                    |
| 65                    | Jaakko Hänninen ‏      | 90                    |
| 66                    | Nans Peters ‏          | 77                    |
| 67                    | Nicolas Prodhomme ‏    | 79                    |

| Trek-Segafredo TFS | Trek-Segafredo TFS | Trek-Segafredo TFS |
| ------------------ | ------------------ | ------------------ |
| م                  | عداء               | مرتبة              |
| 71                 | جيانلوكا برامبيلا  | 57                 |
| 72                 | جوليان برنارد      | 32                 |
| 74                 | Antwan Tolhoek ‏    | لم يكمل السباق     |
| 75                 | Asbjørn Hellemose ‏ | 88                 |
| 76                 | Juan Pedro López   | 43                 |
| 77                 | كوين سيمونز        | 16                 |

| Astana Qazaqstan Team AST | Astana Qazaqstan Team AST | Astana Qazaqstan Team AST |
| ------------------------- | ------------------------- | ------------------------- |
| م                         | عداء                      | مرتبة                     |
| 81                        | مانويل بوارو              | 84                        |
| 82                        | جو دومبروفسكي             | 111                       |
| 83                        | فابيو فلين                | 55                        |
| 84                        | Aleksandr Riabushenko ‏    | 110                       |
| 85                        | Harold Tejada ‏            | 27                        |
| 86                        | Nurbergen Nurlykhassym ‏   | 105                       |
| 87                        | أندري زيتز                | لم يكمل السباق            |

| Intermarché-Wanty-Gobert Matériaux IWG | Intermarché-Wanty-Gobert Matériaux IWG | Intermarché-Wanty-Gobert Matériaux IWG |
| -------------------------------------- | -------------------------------------- | -------------------------------------- |
| م                                      | عداء                                   | مرتبة                                  |
| 91                                     | بينيام جيرماي                          | 7                                      |
| 92                                     | يان باكيلانتس                          | 54                                     |
| 93                                     | هوغو بيج ‏                              | 61                                     |
| 94                                     | Théo Delacroix ‏                        | 103                                    |
| 95                                     | Simone Petilli ‏                        | لم يكمل السباق                         |
| 96                                     | لورينزو روتا                           | 18                                     |
| 97                                     | جورج تسيمارمان                         | 102                                    |

| Cofidis COF | Cofidis COF      | Cofidis COF    |
| ----------- | ---------------- | -------------- |
| م           | عداء             | مرتبة          |
| 101         | ويليام مارتن     | 2              |
| 102         | أنتوني بيريز     | 51             |
| 103         | Axel Zingle ‏     | 35             |
| 104         | Victor Lafay ‏    | 19             |
| 105         | بيير لوك بيريشون | 80             |
| 106         | Rémy Rochas ‏     | لم يكمل السباق |
| 107         | بنجامين توماس    | 49             |

| Arkéa-Samsic ARK | Arkéa-Samsic ARK | Arkéa-Samsic ARK |
| ---------------- | ---------------- | ---------------- |
| م                | عداء             | مرتبة            |
| 111              | وارن بارجويل     | 9                |
| 112              | ناصر بوهاني      | 67               |
| 113              | Miguel Flórez ‏   | 58               |
| 114              | Simon Guglielmi ‏ | 22               |
| 115              | رومان هاردي      | 97               |
| 116              | لوران بيشون      | 39               |
| 117              | ألان ريو ‏        | 78               |

| لوتو سودال LTS | لوتو سودال LTS    | لوتو سودال LTS |
| -------------- | ----------------- | -------------- |
| م              | عداء              | مرتبة          |
| 121            | Steff Cras ‏       | 113            |
| 122            | توماس دي جيندت    | لم يكمل السباق |
| 123            | Harm Vanhoucke ‏   | 112            |
| 124            | Andreas Kron ‏     | 69             |
| 125            | Kamil Małecki ‏    | لم يكمل السباق |
| 126            | Sylvain Moniquet ‏ | 29             |
| 127            | Maxim Van Gils ‏   | 25             |

| TotalEnergies TEN | TotalEnergies TEN   | TotalEnergies TEN |
| ----------------- | ------------------- | ----------------- |
| م                 | عداء                | مرتبة             |
| 131               | بيير لاتور          | 82                |
| 132               | Mathieu Burgaudeau ‏ | 10                |
| 133               | جيريمي كابوت        | 71                |
| 134               | الكسيس فويليرموز    | 6                 |
| 135               | Valentin Ferron ‏    | 46                |
| 136               | Fabien Doubey ‏      | 48                |
| 137               | جوليان سيمون        | 17                |

| أونو-إكس موبيليتي ‏ UXT | أونو-إكس موبيليتي ‏ UXT      | أونو-إكس موبيليتي ‏ UXT |
| ---------------------- | --------------------------- | ---------------------- |
| م                      | عداء                        | مرتبة                  |
| 141                    | Niklas Eg ‏                  | 76                     |
| 142                    | Jacob Hindsgaul Madsen ‏     | 100                    |
| 143                    | Torstein Træen ‏             | 24                     |
| 144                    | Anthon Charmig ‏             | 98                     |
| 145                    | Torjus Sleen ‏               | 66                     |
| 146                    | Martin Urianstad ‏           | 89                     |
| 147                    | Anders Halland Johannessen ‏ | لم يكمل السباق         |

| فيتال كونسبت ‏ BBK | فيتال كونسبت ‏ BBK      | فيتال كونسبت ‏ BBK |
| ----------------- | ---------------------- | ----------------- |
| م                 | عداء                   | مرتبة             |
| 151               | سيريل غوتييه           | 93                |
| 152               | Franck Bonnamour ‏      | 41                |
| 153               | Maxime Chevalier ‏      | 94                |
| 154               | Thibault Ferasse ‏      | لم يكمل السباق    |
| 155               | Victor Koretzky ‏       | 63                |
| 156               | ألكسيس غوجيراد         | 75                |
| 157               | Sebastian Schönberger ‏ | لم يكمل السباق    |

| بنجوال باوليز ساوكس دبليو بي ‏ BWB | بنجوال باوليز ساوكس دبليو بي ‏ BWB | بنجوال باوليز ساوكس دبليو بي ‏ BWB |
| --------------------------------- | --------------------------------- | --------------------------------- |
| م                                 | عداء                              | مرتبة                             |
| 161                               | Johan Meens ‏                      | لم يكمل السباق                    |
| 162                               | Rémy Mertz ‏                       | 42                                |
| 163                               | كيني مولي                         | 36                                |
| 164                               | Luc Wirtgen ‏                      | 62                                |
| 165                               | Gil Gelders ‏                      | 53                                |
| 166                               | Dimitri Peyskens ‏                 | لم يبدأ                           |
| 167                               | ماركو تيزا                        | 44                                |

| فريق ريوال للدراجات ‏ RIW | فريق ريوال للدراجات ‏ RIW | فريق ريوال للدراجات ‏ RIW |
| ------------------------ | ------------------------ | ------------------------ |
| م                        | عداء                     | مرتبة                    |
| 171                      | لوكاس أريكسون            | 101                      |
| 172                      | جاكوب أريكسون ‏           | 59                       |
| 173                      | Elmar Reinders ‏          | 92                       |
| 174                      | Martijn Budding ‏         | لم يكمل السباق           |
| 175                      | كريستوفر ليسن ‏           | لم يبدأ                  |
| 176                      | ماتياس بريجنهوج ‏         | 85                       |

| إتش بي بي تي بي – أوبير 93 ‏ AUB | إتش بي بي تي بي – أوبير 93 ‏ AUB | إتش بي بي تي بي – أوبير 93 ‏ AUB |
| ------------------------------- | ------------------------------- | ------------------------------- |
| م                               | عداء                            | مرتبة                           |
| 182                             | Flavien Maurelet ‏               | 99                              |
| 184                             | أنتوني مالدونادو                | 68                              |
| 185                             | Tony Hurel ‏                     | لم يكمل السباق                  |
| 186                             | Yoann Paillot ‏                  | 87                              |
| 187                             | Morné van Niekerk ‏              | 107                             |

| Van Rysel–Roubaix ‏ GRL | Van Rysel–Roubaix ‏ GRL | Van Rysel–Roubaix ‏ GRL |
| ---------------------- | ---------------------- | ---------------------- |
| م                      | عداء                   | مرتبة                  |
| 191                    | Clément Carisey ‏       | 81                     |
| 192                    | توماس دينيس            | لم يكمل السباق         |
| 193                    | Maxime Jarnet ‏         | لم يكمل السباق         |
| 194                    | Jérémy Leveau ‏         | لم يكمل السباق         |
| 195                    | Tom Mainguenaud ‏       | 86                     |
| 196                    | افالداس سيسكفهيوس      | لم يبدأ                |

| CIC U Nantes Atlantique ‏ 194 | CIC U Nantes Atlantique ‏ 194 | CIC U Nantes Atlantique ‏ 194 |
| ---------------------------- | ---------------------------- | ---------------------------- |
| م                            | عداء                         | مرتبة                        |
| 201                          | Louis Barré ‏                 | 37                           |
| 202                          | Léo Danès ‏                   | لم يكمل السباق               |
| 203                          | Maël Guégan ‏                 | لم يكمل السباق               |
| 204                          | Mathias Le Turnier ‏          | 83                           |
| 205                          | Jordan Jegat ‏                | لم يكمل السباق               |
| 206                          | Axel Mariault ‏               | لم يكمل السباق               |
| 207                          | ايمانويل مورين               | لم يكمل السباق               |

| Nice Métropole Côte d'Azur ‏ NMC | Nice Métropole Côte d'Azur ‏ NMC | Nice Métropole Côte d'Azur ‏ NMC |
| ------------------------------- | ------------------------------- | ------------------------------- |
| م                               | عداء                            | مرتبة                           |
| 211                             | Maxime Urruty ‏                  | 106                             |
| 212                             | Jonathan Couanon ‏               | لم يكمل السباق                  |
| 213                             | Kévin Besson ‏                   | لم يكمل السباق                  |
| 214                             | Edouard Bonnefoix ‏              | لم يكمل السباق                  |
| 215                             | Paul Hennequin ‏                 | 91                              |
| 216                             | Tristan Delacroix ‏              | 72                              |
| 217                             | Andrea Mifsud ‏                  | 26                              |

## التصنيف العام النهائي
| التصنيف العام         | التصنيف العام       | التصنيف العام | التصنيف العام                 | التصنيف العام |
| العداء                | العداء              | البلد         | الفريق                        | الوقت         |
| --------------------- | ------------------- | ------------- | ----------------------------- | ------------- |
| 1                     | جوناس فينجارد       | الدنمارك      | Jumbo-Visma                   | 4 س 37 د 05 ث |
| 2                     | ويليام مارتن        | فرنسا         | كوفيديس                       | + 3 ث         |
| 3                     | بينوا كوسنيفروي     | فرنسا         | AG2R Citroën Team             | + 3 ث         |
| 4                     | خوان أيوسو          | إسبانيا       | فريق الإمارات                 | + 21 ث        |
| 5                     | جوليان ألافيليب     | فرنسا         | Quick-Step Alpha Vinyl        | + 29 ث        |
| 6                     | الكسيس فويليرموز    | فرنسا         | ديركت إينرجي                  | + 34 ث        |
| 7                     | بينيام جيرماي       | إريتريا       | انترمارشي وانتي جوبيرت ماتيرو | + 36 ث        |
| 8                     | Stefano Oldani ‏     | إيطاليا       | البيسين فينيكس                | + 36 ث        |
| 9                     | وارن بارجويل        | فرنسا         | فورتنيو سامسيك                | + 36 ث        |
| 10                    | Mathieu Burgaudeau ‏ | فرنسا         | ديركت إينرجي                  | + 38 ث        |
| مصدر: ProCyclingStats |                     |               |                               |               |

## وصلات خارجية
- الموقع الرسمي
- لمحة عن سباق رويال برنارد دروم كلاسيك 2022 على موقع  ProCyclingStats   (برو  سايكلنج  ستاتس) - إحصاءات  محترفي  الدراجات.
- رويال برنارد دروم كلاسيك 2022 على موقع إحصائيات الدراجات الإحترافية (الإنجليزية)